# Dörjning
Att dörja, (eller släpdörja, dialektalt "ränndörj") är ett sätt att fiska från en båt som rör sig framåt i vattnet. Dörjning bedrivs både av sportfiskare och yrkesfiskare.

## Redskap
Dörjen består av en lina med vinda, sänke, tafs eller med en paravan och en eller flera krokar. På krokarna fästs ett agn. Ibland agnar man inte utan har krokar som blänker eller lyser. Sedan körs eller ros båten långsamt framåt, i hopp om att komma in med dörjen i ett stim fiskar. En populär fisk att dörja är makrill, som längs kusten utanför Bohuslän och Halland kan fångas på dörj från runt midsommar till mitten av oktober.

## Varianter
En variant av användning av dörj är att båten ligger stilla i vattnet. Fiskaren känner på dörjlinan och när en fisk äter av agnet görs ett kraftigt ryck för att kroken skall fastna i fisken. Fiskemetoden kallas att fiska med slagdörj, bottendörj eller känndörj. På svenska östkusten och i inlandet finns en variant som heter dragrodd.